# Alloa Athletic
Alloa Athletic (offiziell: Alloa Athletic Football Club) ist ein schottischer Fußballverein aus Alloa. Der Verein spielt in der Scottish League One, der dritthöchsten Spielklasse im schottischen Fußball. Seine Heimspiele trägt der Verein seit 1895 im Recreation Park aus.

## Geschichte
Der 1878 gegründete Verein schloss sich 1921 erstmals der schottischen Football League an, konnte dort auf Anhieb in der zweitklassigen Division Two mit einem deutlichen 13-Punkte-Abstand die Meisterschaft gewinnen und in die schottische Eliteliga aufsteigen. Dabei hatte ein Spieler namens „Wee“ Willy Crilly 49 Tore erzielt. Der Aufenthalt dort dauerte jedoch nur ein Jahr an und nach dem sofortigen Wiederabstieg spielte der Klub stets in der zweiten Liga, bevor mit einem zweiten Platz zum Abschluss der Saison 1938/39 die Rückkehr in die Division One gelang. Die erneute Teilnahme dort wurde jedoch nach bereits fünf Spielen durch den Abbruch des offiziellen Spielbetriebs aufgrund des beginnenden Zweiten Weltkrieges vorzeitig beendet. Nach der Wiederaufnahme der Meisterschaftsrunde wurde Alloa Athletic im Rahmen einer Neuorganisation zurück in die Zweitklassigkeit eingegliedert.
Im weiteren Verlauf der 1950er- und 1960er-Jahre blieben Erfolge der „Wasps“ weitestgehend aus, wobei der Verein jedoch zu dieser Zeit mit John White – einen späteren schottischen Nationalspieler und Leistungsträger von Tottenham Hotspur – seinen wohl berühmtesten Spieler herausbrachte. Als zur Saison 1975/76 die Scottish Premier Division als neue oberste Spielklasse eingeführt wurde, konnte sich Alloa Athletic durch seinen zwölften Platz im Jahre 1975 nicht in der auch neu organisierten zweiten Liga halten und spielte zwei Jahre in der nun „Division Two“ genannten dritten Liga. Unter dem Trainer Hugh Wilson gelang die Rückkehr in die jetzt „Division One“ genannte zweithöchste Spielklasse. Dort konnte sich der Klub jedoch ebenso wenig halten, wie auch in den noch folgenden Aufstiegsjahren. Bis zum Ende der 1980er-Jahre folgte den Aufstiegen in den Jahren 1985 und 1989 stets im Folgejahr der sofortige Rückfall in die Drittklassigkeit. Einzig in der Saison 1982/83 konnte nach einem Aufstieg durch einen guten sechsten Platz für ein Jahr die Klasse gehalten werden.

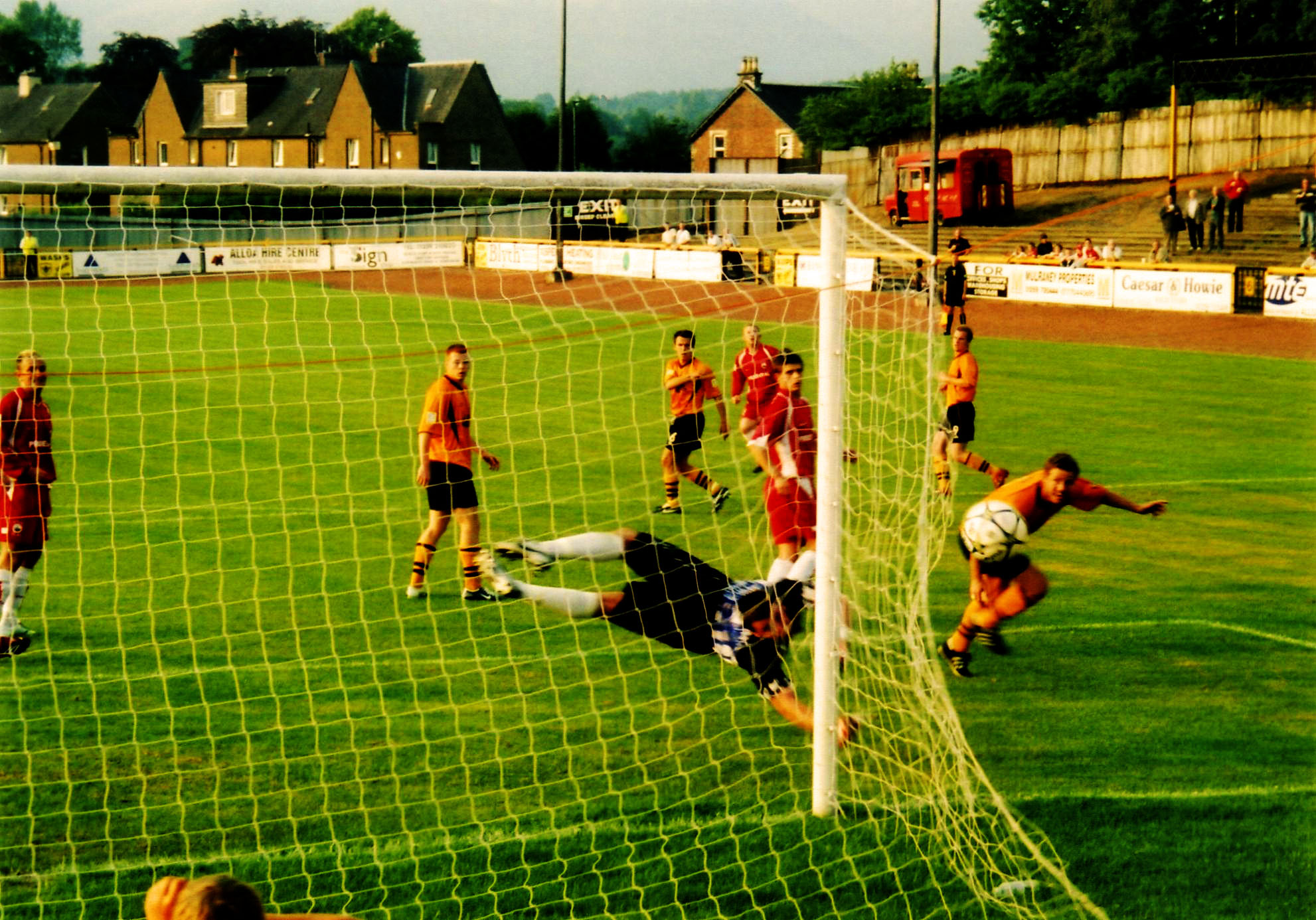
Alloa gegen Stirling, 2006

Nach weiteren Umbauten im schottischen Ligasystem war Alloa im Jahre 1995 nur noch Teilnehmer an der neu gegründeten viertklassigen Third Division. Dort konnte man unter Trainer Tom Hendrie 1998 die erste Ligameisterschaft seit 1922 gewinnen und etablierte sich wieder in der Drittklassigkeit, wobei vor allem ein 7:0-Sieg gegen den Lokalrivalen Stirling Albion den Saisonhöhepunkt bildete. Als Hendrie den Klub in Richtung des FC St. Mirren verließ, übernahm Terry Christie die Mannschaftsführung und führte den Klub im Jahre 2000 zum Gewinn des Challenge Cups. Nur wenige Monate später folgte sogar der Aufstieg in die Zweitklassigkeit, wo man sich aber erneut nicht halten konnte und 2001 die Liga als Tabellenletzter wieder verlassen musste. Ein ähnliches Schicksal ereilte den Verein zwei Jahre später, als die Wasps – nun jedoch lediglich aufgrund der schlechteren Tordifferenz – als Tabellenvorletzter die First-Division-Saison abschlossen.
Ab 2003 spielte Alloa in der drittklassigen Second Division und war im Verlauf der Saison 2005/06 aufgrund eines 14-Punkte-Abstands dem Abstieg in die vierte Liga bedrohlich nahe. Unter dem neuen Trainer Allan Maitland gelang jedoch noch die Kehrtwende. Über die Relegations-Spiele gelang letztendlich der Klassenerhalt.
Nach Abschluss der Saison 2007/08 konnte man sogar Platz 4 belegen und spielte somit in den Play-offs zur Scottish Football League First Division. Dort traf man auf den höherklassigen FC Clyde und musste sich nach Elfmeterschießen aber geschlagen geben. 2010/11 folgte der Abstieg in die Third Division, aus der man ein Jahr später als Meister zurückkehrte. In der Folgezeit pendelte der Klub häufig zwischen der zweit- und dritthöchsten Spielklasse. Dem nächsten Abstieg in dritte Liga nach Ablauf der Saison 2015/16 folgte die zeitweilige Rückkehr zwei Jahre später, woraufhin die Spielzeit 2020/21 erneut mit dem Fall in die Drittklassigkeit endete.

## Erfolge
- Scottish League Challenge Cup:
  - Sieger (1): 2000
- Scottish Division Two:
  - Meister (1): 1921/22
- Scottish Third Division:
  - Meister (2): 1997/98, 2011/12

## Trainerchronik
- Jimmy McStay (1938–1940)
- Jimmy Crapnell (1945–1946)
- Tommy Lipton (1946–1947)
- Jimmy Simpson (1947–1948)
- Bobby Hogg (1948–1949)
- Tommy Lipton (1949–1951)
- David McCulloch (1951–1952)
- Webber Lees (1952–1955)
- Jerry Kerr (1955–1959)
- Archie McPherson (1959–1969)
- Duncan McCallum (1969–1971)
- Ian Crawford (1971–1972)
- Dan McLindon (1972–1974)
- Hugh Wilson (1974–1980)
- Alex Totten (1980–1982)
- Willie Garner (1982–1984)
- Jimmy Thomson (1984–1986)
- Dom Sullivan (1986–1987)
- Gregor Abel (1987–1990)
- Billy Little (1990)
- Hugh McCann (1990–1993)
- Billy Lamont (1993–1995)
- Pat McAuley (1995–1996)
- Tom Hendrie (1996–1998)
- Terry Christie (1999–2003)
- Tom Hendrie (2003–2006)
- Allan Maitland (2006–2011)
- Paul Hartley (2011–2014)
- Barry Smith (2014–2015)
- Danny Lennon (2015)
- Jack Ross (2015–2016)
- Jim Goodwin (2016–2019)
- Peter Grant (2019–2021)
- Barry Ferguson (2021–2022)
- Brian Rice (2022–)